# Індекс Кардаш'ян
Індекс Кардаш'ян (англ. K-index) — це міра невідповідності між інтересом соціальних медіа до ученого і статистикою його публікацій. 

## Методика розрахунку
Запропонована в 2014 р. міра порівнює кількість послідовників ученого в Твіттері з кількістю цитувань з його опублікованих статей; названа на честь Кім Кардашян.
Відношення між числом послідовників в Твіттері (F) і числом цитувань (C) визначене як:
{\displaystyle F=43.3c^{0.32}.}
Індекс Кардаш'ян можна обчислити як:
{\displaystyle K-index={\frac {F(a)}{F(c)}},}
де {\displaystyle F(a)} — дійсне число послідовників ученого у Твіттері і {\displaystyle F(c)} — та кількість, яку він повинен мати на підставі цитованості своїх робіт.

## Інтерпретація
Високий K-індекс вказує на роздуту наукову популярність, тоді як низький припускає, що ученого недооцінюють. Автор K-індексу пропонує рахувати дослідників, чий K-індекс більше 5, «Кардаш'ян в науці» (англ. Science Kardashian).

## Критика
Для Індексу Кардаш'ян передбачається, що значущість ученого можна виміряти за кількістю цитувань. Це положення піддається критиці.